# 파도여 들어다오
파도여 들어다오(일본어: 波よ聞いてくれ, Wave, Listen to Me!)는 사무라 히로아키의 일본 만화 시리즈이다. 2014년 7월부터 고단샤의 청년 만화 잡지 월간 애프터눈에 연재되었으며, 2023년 4월 기준 단행본 10권으로 챕터가 수집되었다. 이 만화는 북미에서 고단샤 코믹스에 의해 출판되었다. 선라이즈가 제작한 애니메이션 TV 시리즈는 2020년 4월부터 6월까지 MBS에서 방영되었다. TV 드라마로도 제작되어 TV 아사히에서 2023년 4월부터 6월까지 방영되었다.

## 구성
삿포로시의 작은 식당의 플로어 매니저인 코다 미나레는 전 남자친구와의 안타까운 이별을 해결하려고 노력한다. 그 과정에서 그녀는 술에 취해 동네 술집에서 옆에 앉아 있던 나이든 남자에게 자신의 답답함을 토로한다. 다음날, 그녀는 그 남자가 근처 라디오 방송국에서 프로듀서로 일하고 있다는 사실을 알게 되는데, 그 라디오 방송국에서는 술취한 그녀의 횡설수설을 전파를 통해 방송하고 있다.
레스토랑에서 일하는 것보다 목소리가 더 주목을 받자 그녀는 결국 같은 방송국의 심야 라디오 토크쇼 진행자가 되어 생계를 유지하기 위해 토크쇼와 낮 생활의 균형을 맞추려고 노력한다.